# 마쓰다이라 나오요시 (1571년)
마쓰다이라 나오요시(일본어: 松平尚栄, 1571년 ~ 1654년 5월 10일)는 마쓰다이라 향 마쓰다이라 가의 9대 당주로, 아즈치모모야마 시대·에도 시대의 하타모토로 활약했다. 8대 당주 마쓰다이라 요시시게의 장남이며 통칭은 도노스케(藤之助), 처는 나루세 시게마사(成瀬重正)의 양녀였다. 아들로는 1시게카즈(重和)와 양자인 마쓰다이라 노부마사(松平信正) 등이 있다.
무위무록이었던 유년기의 상세한 일들은 명확하지 않지만, 동생 마쓰다이라 노부하루(松平信晴)와 함께 세키가하라 전투에서 도쿠가와 이에야스에게 종군하여 공훈을 세우고, 1613년(게이쵸 18년)에 이에야스로부터 마쓰다이라 향에 옛 영지 220석을 은상으로 받았다. 오사카 전투에서는 혼다 마사즈미(本多正純)의 부대에 속하여 참진, 사나다씨(真田氏)의 이에야스 본진에의 침공을 막았다. 그 후 다시 230석이 가증되고, 마쓰다이라 씨 야카타(松平氏館)를 증축했다.
1619년(겐나 5년)에는 이에야스를 모신 마쓰다이라 도쇼구(松平東照宮)를 창건했다. 1654년(죠오 3년)에 향년 83세로 죽었다.
| 전임 마쓰다이라 요시시게 | 제9대 마쓰다이라 향 마쓰다이라 가 당주 1603년 ~ 1648년 | 후임 마쓰다이라 시게후사 |